# Маркелов, Владимир Дмитриевич
Влади́мир Дми́триевич Марке́лов (1889—1966) — русский мемуарист.

## Биография
В. Д. Маркелов — старший сын Дмитрия Михайловича Маркелова (1864—1924) и Александры Ивановны Корх (1869—1945), правнук П. Н. Замятнина, праправнук А. А. Майкова. Вероятно, назван в честь брата своего отца, умершего в возрасте 9 лет.
Родной дядя по отцу — Константин Михайлович Маркелов, эмигрант, публицист и мемуарист; двоюродные сёстры по отцу — Валерия и Елена Георгиевны Мюленталь, многократно упоминаемые в воспоминаниях Т. П. Милютиной; двоюродные братья по матери — Владимир и Константин Константиновичи Алкалаевы; жена племянника — врач Ольга Дмитриевна Маклакова.
Учился в гимназии в Твери, где одно время служил его отец, затем в 7-й московской гимназии (в «доме Фамусова» на Страстной площади).
Был женат на Нине Феликсовне Мурзо (1893—1982), дочери инженера-путейца Ф. Ф. Мурзо (ум. 1908), однокласснице Анастасии Цветаевой. Детей у супругов не было.
Скончался в Москве в 1966 году, похоронен на Ваганьковском кладбище.

## Мемуары
В. Д. Маркелов оставил воспоминания, посвященные памяти его тёти, Валерии Михайловны Маркеловой (1876—1930; в замужестве Мюленталь) и адресованные племянникам — детям трёх младших сестёр — и их потомкам.
Предметом воспоминаний является прежде всего летняя жизнь в Затишье (основанной Валерией Михайловной даче Маркеловых, расположенной под Можайском) с 1898 по 1907 годы; однако временны́е и пространственные рамки повествования гораздо шире: автор прямо или косвенно касается «событий целого столетия (с начала 60-х годов XIX века до начала 60-х годов XX века), происходивших в Москве и Подмосковье. Среди героев повествования — <…> от деда и бабушки Владимира Дмитриевича до его ныне здравствующих внучатых племянников».
Как отмечает исследователь, «мемуарист, скромно сознавая сугубо частный характер своего повествования, вместе с тем не предстает наивным бытописателем. Он чувствует причастным себя к определённой литературной традиции: „Я должен сказать заранее, что в моем изложении ряда событий мы не найдем ни романтических приключений, ни бурных романов и сильных страстей, на это указывает само название, то есть заглавие тетрадки, — если хотите, это семейная хроника, и, конечно, по своему содержанию и форме не может быть ни в какой мере сравниваема с семейной хроникой Аксакова. Это Маркеловская хроника. Хотя Маркеловы и находятся в близком родстве с поэтом Майковым Аполлоном Николаевичем, и, казалось бы, должны унаследовать от поэта хотя частицу его таланта, но на деле это не осуществилось, по крайней мере по мужской линии“».
В мемуарах в несколько комическом контексте упоминается композитор Александр Николаевич Скрябин, с которым у Маркеловых были общие родственники:
В 1890—92 гг. Александр Николаевич кончал консерваторию и, будучи ещё студентом, не знаю, по каким причинам <…> почти ежедневно, по словам моих родителей, приходил к нам и играл на нашем пианино, которое впоследствии у нас называлось Скрябинским. Играл он, как говорили, очень много и усидчиво. Отец мой имел очень плохой слух, или, вернее, у него совсем не было [слуха] <…> Когда отца моего спрашивали, почему у него нет слуха, тогда как остальные члены его семьи, братья и сестра, его имеют, то он совершенно серьёзно отвечал всегда: «Слух мне испортил Саша Скрябин, когда готовился к экзаменам в консерватории», — и говорил, как я отметил, это совершенно серьёзно.
На данный момент (2015 год) воспоминания В. Д. Маркелова находятся в рукописи, отдельные фрагменты опубликованы в блоге правнука одной из его сестёр и в цитировавшихся выше тезисах его доклада.